# Bahira-legende

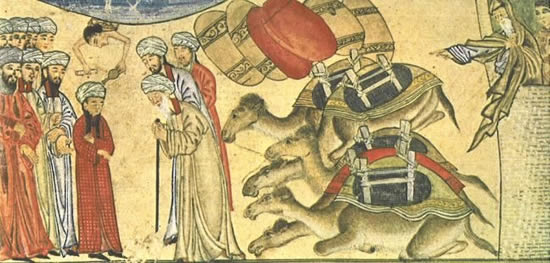
Perzische afbeelding uit circa 1315 van de legende.

De Bahira-legende is een legende over Mohammed en een monnik, genaamd Bahira. De legende is waarschijnlijk zo'n twee eeuwen na Mohammed in het huidige Irak ontstaan, in een tijd waarin het land door moslims geregeerd werd, maar bijzonder veel christelijke onderdanen kende. Het is niet na te gaan in hoeverre dit verhaal op feiten berust. Van de Bahira-legende bestaat zowel een islamitische als een christelijke versie.

## Islamitische versie
De twaalfjarige Mohammed zou, op reis met zijn oom Aboe Talib in de Bosra in Syrië een christelijke monnik ontmoet hebben, die in hem een profeet onderkende. In de islamitische versie van het verhaal zou de monnik Bahira er door studie van de Bijbel van overtuigd geraakt zijn dat er een groot profeet op komst was en had hij lang gebeden om het voorrecht deze profeet te ontmoeten. Het viel Bahira op dat een wolk mee bewoog met een karavaan die hij in de verte zag aankomen. Deze wolk verschafte dan schaduw aan deze karavaan. Nadat hij Mohammed gezien had wist hij dat dit de profeet was en drukte hij diens oom op het hart toch vooral goed op de jongen te passen.
Moslims zien naast de vermelding in de Koran daar o.a. een bevestiging in dat de islam een voortzetting is van de eerdere profetieën van de Thora en het Nieuwe Testament.

## Christelijke versie
De christelijke versie is wat anders. In de langste, meest uitgewerkte versie van de legende is Mohammed een slimme en welbespraakte jongeman als hij, ergens in de woestijn, de monnik Bahira ontmoet. Bahira ziet dat er een wolk boven de jongen zweeft en vertelt hem dat hij is voorbestemd om `de voorspelling van de Zonen van Ismaël' (uit het Bijbelboek Genesis) in vervulling te brengen. Hoe weet u dat, vraagt de jongeman. Bahira antwoordt dat God hem dat in een visioen heeft laten weten. Mohammed wil dan weten wie God is en zo ontstaat er een gesprek waarin de monnik hem stap voor stap inwijdt in de basisbeginselen van het christendom. 
Mohammed bekeert zich tot het monotheïsme en hij wil het nieuwe geloof ook onder zijn mensen verkondigen. Hij vraagt de monnik hoe hij de Arabieren, die gewend zijn om stenen en hemellichamen te aanbidden, kan winnen voor het geloof in één God. Bahira bedenkt een list: hij zal een wonder in scène zetten. Hij zal een boek schrijven, dat op de hoorns van een koe doen en naar Mohammed sturen. Mohammed moet dan tegen zijn mensen zeggen dat God hem het boek gezonden heeft. Het plan slaagt, de Arabieren zien er een wonder in en bekeren zich tot één God.